# Вільгельм Влодарчик
Вільгельм Влодарчик (за іншими даними Вродарчик, пол. Wilhelm Włodarczyk; 1868, Радзьонкув — 19 грудня 1950, Білий Камінь) — польський римо-католицький священник-лазарист, громадський діяч. Парох Білого Каменя, Ушні (1927—1950).

## Життєпис
Вільгельм Влодарчик народився у місті Радзьонкуві на півдні Польщі. Таїнство хрещення отримав у рідній парафії Святого Войцеха. 1 вересня 1887 року приєднався до Конгрегації отців-місіонерів. 2 вересня 1889 року дав свої обітниці, а по закінченню семінарії в Конгрегації отців-місіонерів, 18 липня 1894 року був висвячений на священника.
Від 1927 року колишній парох отець Вільгельм Влодарчик мешкав в Білому Камені у збудованій для нього садибі, але працював в Ушні. 1934 року Ушня стала окремою парафією зі своїм костелом та садибою для священника, а парохом ушнянської парафії тоді став молодший брат о. Вільгельма — отець Юзеф Влодарчик. 1939 року о. Юзеф Влодарчик виїхав до Польщі, а отець Вільгельм Влодарчик став парохом ушнянської парафії, де працював протягом 1939–1942 років. За його сприянням у 1920-1930 роках у Скваряві збудований костел.
Польський релігійний діяч та публіцист отець Юзеф Анчарський, у своїй праці «Kronikarskie zapisy z lat cierpień i grozy w Małopolsce Wschodniej 1939—1946», ось як описує отця Вільгельма Влодарчика у лихолітті війни: «Парохом в Білому Камені є старенький отець Вільгельм Влодарчик, моїм батькам давав шлюб, а мене охрестив. Розповідав мені про трафунки, що трапилися за останніх декілька місяців, і про постійний жах смерті, що нависла над ним і людьми. Цей старий священник, вже близький до смерті — є для мене зразком. Він приймає людей, тому що він знає, що вони дійсно його потребують, так дуже, як зрідка, коли в історії народу, вірні потребували священника».

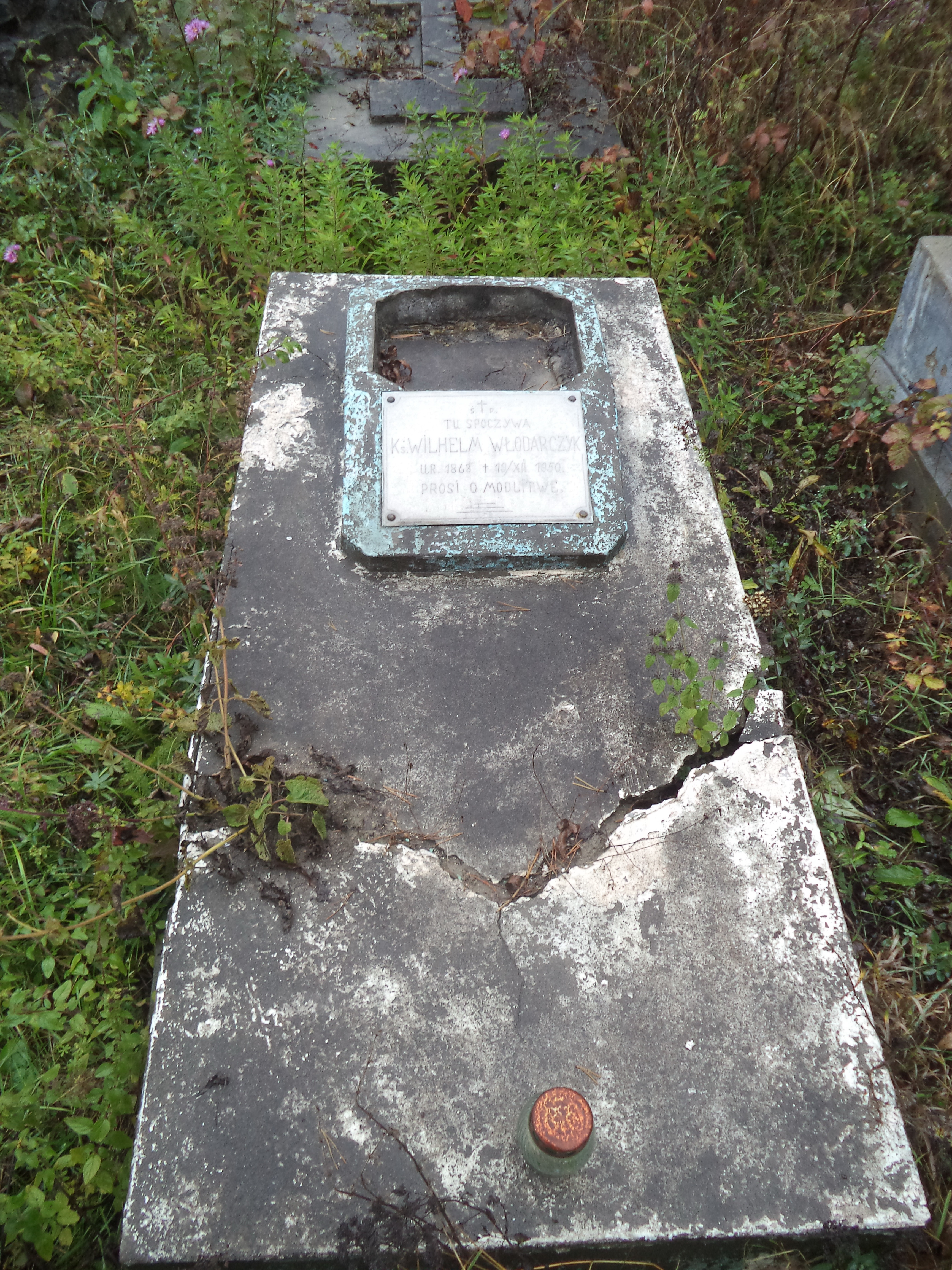
Могила о. В. Влодарчика на цвинтарі в с. Білий Камінь

У 1941—1944 роках, під час німецької окупації села, богослужіння у білокамінському парафіяльному храмі припиняються, а костел та навколишня територія перетворена окупантами на склади зброї та військової амуніції.
19 червня 1942 року отець Вільгельм знов очолив парафію у Білому Камені та залишився вірний своїй пастві до кінця своїх днів. 
По закінченню війни отець Вільгельм Влодарчик добровільно залишився у Львівській архидієцезії зі своєю нечисельною паствою. 1947 року парафіяльний храм перетворено на колгоспну комору, а за рік до того, плебанію відібрано та переобладнано під лікарню. Отець був змушений оселитися у приватному будинку парафіян: спочатку в будинку Павліковських, пізніше — будинку Рибаків. У своїх тимчасових помешканнях відправляв Найсвятішу службу Божу та виконував всі обов'язки священника.
Помер о. Вільгельм Влодарчик 19 грудня 1950 року. Траурну церемонію від будинку померлого до місця поховання очолював тодішній парох Золочева отець Ян Ценський. Похований у Білому Камені на місцевому цвинтарі — на ділянці, призначеній для поховань черниць колишнього монастиря згромадження сестер Милосердя св. Вінсента де Поля.